# 7,62 × 54 mm R

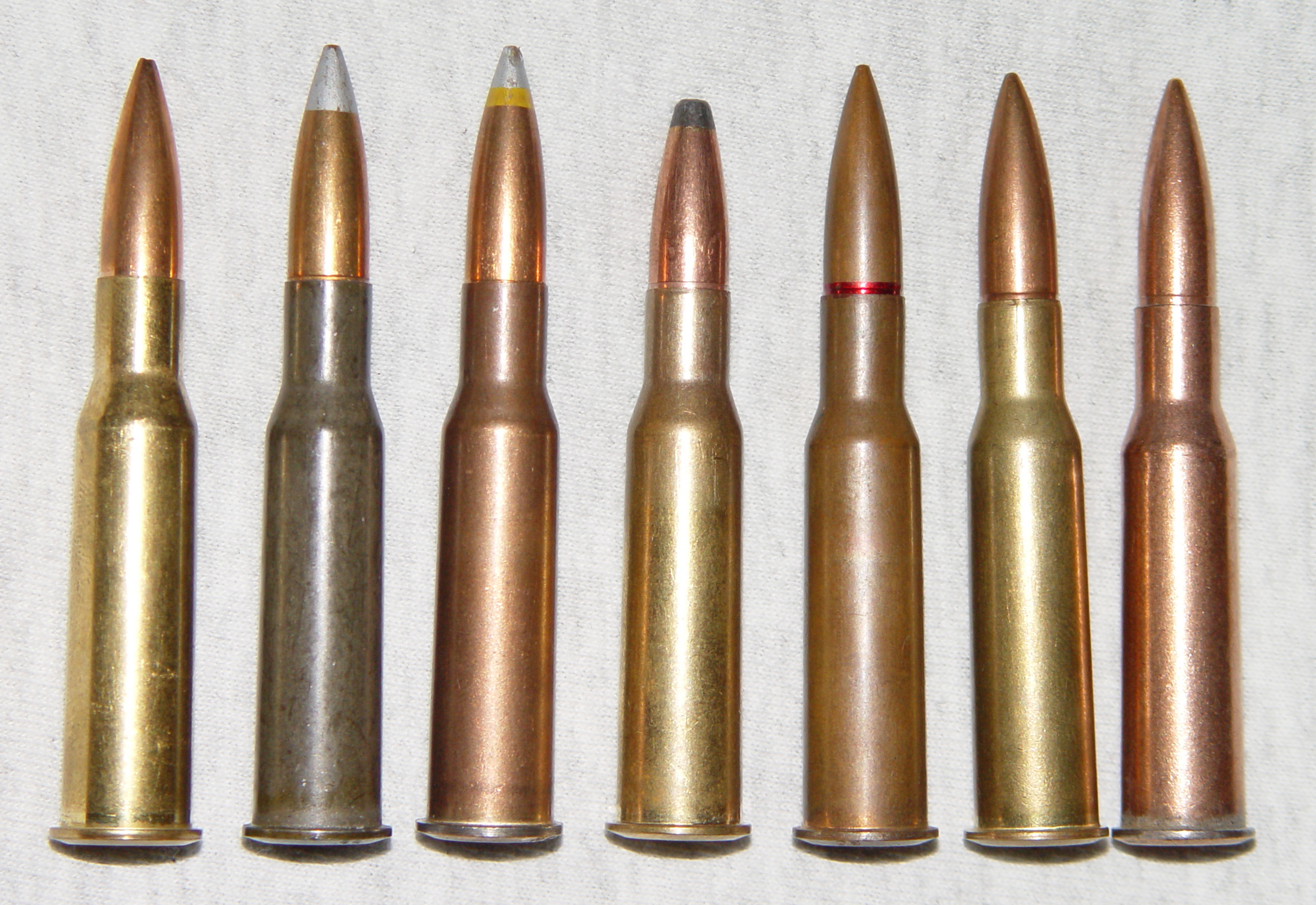
Ett urval av patroner i kaliber 7,62 × 54 mm R
1 Hålspetskula från Sellier & Bellot
2 Tjeckisk pansarbrytande stålkula
3 Ungersk pansarbrytande stålkula
4 Halvmantlad jaktammunition
5 Sovjetisk helmantlad från 1986
6 Jugoslavisk helmantlad
7 Sovjetisk helmantlad från 1940

Dimensionsritning för 7,62 × 54 mm R.

7,62 × 54 mm R är en rysk kaliber utvecklad för geväret Mosin-Nagant på 1890-talet. Den blev standardkaliber i både tsarryska och sovjetiska krigsmakterna och användes i ett flertal olika vapen som SVT-40 och DP-28. Kalibern används fortfarande i kulsprutan PK och i prickskyttegeväret SVD. Det är den äldsta kalibern som fortfarande används militärt.
Beteckningen är en kombination av loppets diameter (7,62 mm) och patronhylsans längd (54 mm). Bokstaven R står för rimmed, dvs att patronen har en fläns i botten, och inte för ursprungslandet Ryssland trots att kalibern ofta kallas för ”7,62 rysk” (ett namn som dock lätt kan förväxlas med 7,62 × 39 mm).
Stora mängder billig överskottsammunition och överskottsvapen från östblocket har gjort kalibern populär bland jägare och tävlingsskyttar. Mycket av den masstillverkade militära ammunitionen är dock avsedd för kulsprutor och har dålig eller ojämn kvalitet. Undantaget är patronerna 7N1 och 7N14 som är avsedda för prickskytte. Civilt tillverkad jaktammunition håller däremot ofta hög kvalitet.
7,62 × 54 mm R är prestandamässigt jämförbar med .308 Winchester. Den har något större hylsa, men dess ålder gör att den är designad för lägre gastryck. Även om hylsorna skiljer så kan båda patronerna laddas med samma kulor. Båda kan också uppnå utgångsenergi på upp till 3,5 kJ med kulor på 10–12 gram vilket är tillräckligt kraftigt för att kunna användas mot både älg, björn och vildsvin.